# Ceratoxancus
Ceratoxancus là một chi ốc biển, là động vật thân mềm chân bụng sống ở biển trong họ Ptychatractidae.

## Các loài
Các loài thuộc chi Ceratoxancus bao gồm:
- Ceratoxancus basileus Kantor & Bouchet, 1997[2]
- Ceratoxancus elongatus Sakurai, 1958[3]
- Ceratoxancus leios Kantor & Bouchet, 1997[4]
- Ceratoxancus melichrous Kantor & Bouchet, 1997[5]
- Ceratoxancus niveus Kantor & Bouchet, 1997[6]
- Ceratoxancus teramachii Kuroda, 1952[7]